# Manaslu
Manaslu (nepal. मनास्लु) – ośmiotysięcznik, ósmy pod względem wysokości szczyt Ziemi. Leży w północnej części Nepalu, w dystrykcie Lamjung i osiąga wysokość 8163 m n.p.m. (w starszych źródłach podawano 8156 m n.p.m.). Początkowo nazywany Kutang I, nazwa ta wywodzi się od tybetańskiego słowa „tang” oznaczającego płaskie miejsce i odnosi się do kształtu góry, pod szczytem której znajduje się płaskowyż. Obecna nazwa, Manaslu – Góra Ducha, pochodzi z sanskryckiego słowa „manasa” oznaczającego ducha bądź duszę. W spisie Indyjskiej Służby Topograficznej określony był jako Szczyt XXX. Zbudowany jest ze skał metamorficznych. Ze stoków Manaslu spływają trzy lodowce: Manaslu, Pungen i Thulagi. Znany jest z bardzo dużej, nawet jak na Himalaje, wysokości względnej. Zachodnia ściana góry wznosi się prawie 4 kilometry ponad zalesione moreny u jej postawy.

## Historia podboju

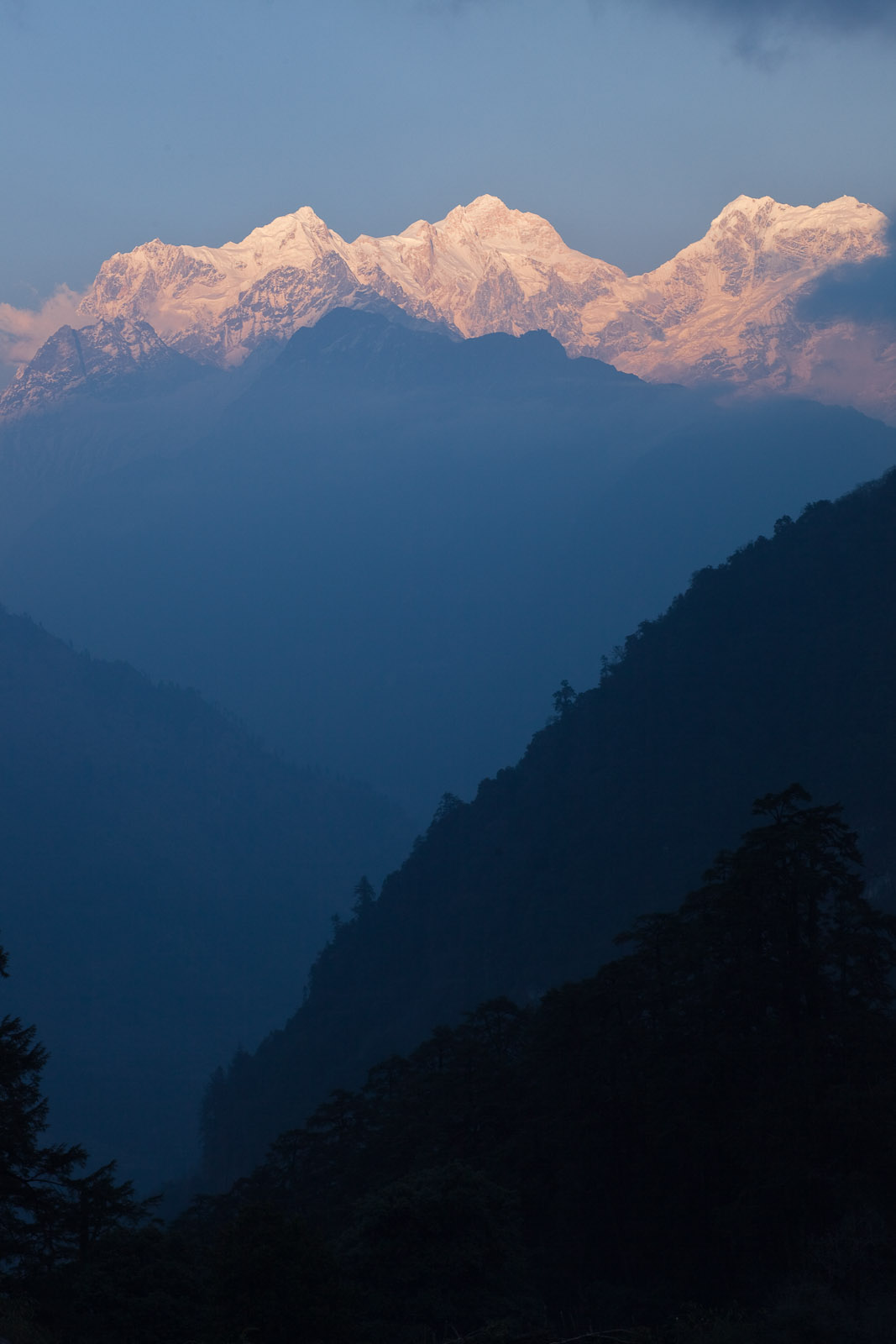
Manaslu z Timang

Manaslu jest jednym z najpóźniej zbadanych ośmiotysięczników. Leży około 70 km na wschód od Annapurny. W 1950 roku Szwajcar Toni Hagen dokonał pierwszej dokumentacji fotograficznej Manaslu podczas przelotu samolotem. W tym samym roku rekonesans pod Manaslu przeprowadzili Brytyjczycy H.W. Tilman J.O.M. Roberts oceniając, że do atakowania najlepsze będą północno-wschodnie stoki góry. Spostrzeżenia Brytyjczyków potwierdzili 2 lata później Japończycy, którzy obrali sobie Manaslu jako cel wyprawy narodowej. Pierwsza wyprawa japońska w 1953 roku osiągnęła wysokość 7750 m n.p.m. Mimo dużej determinacji próba zdobycia szczytu nie przyniosła powodzenia. Wspinacze nie mieli odpowiedniego wyobrażenia o ogromie masywu i długości całej drogi. Mimo założenia aż dziewięciu obozów okazało się, że obóz szturmowy (IX) stał za daleko od szczytu i próba jego zdobycia załamała się 400 metrów poniżej wierzchołka, na olbrzymim płaskowyżu leżącym u podnóża kopuły szczytowej. Również kolejne dwie wyprawy w latach 1954 i 1955 nie przyniosły powodzenia i dopiero czwarta z kolei zakończyła się sukcesem. Miało to miejsce 9 i 11 maja 1956 roku, kiedy wierzchołek Manaslu osiągnęło czterech członków ekspedycji japońskiej: pierwsze Toshio Imanishi i Szerpa Gyaltsen Norbu, a dwa dni później Kiichiro Kato i Minoru Higeta. Wejścia zostały dokonane przy wspomaganiu tlenem.
Kolejne wyprawy, jakie próbowały zdobyć Manaslu, potwierdzały opinie o nadzwyczajnych trudnościach i obiektywnych niebezpieczeństwach, jakie czyhają na himalaistów na tej górze. Mimo stosunkowo niedużej wysokości (w porównaniu np. z Mount Everestem) rozległość masywu powoduje, że znajdujące się na Manaslu drogi należą do najdłuższych tras wspinaczkowych w Himalajach, zmuszając alpinistów do długiego przebywania na znacznych wysokościach. Ponadto rozciągające się na wysokości 7300–7750 m n.p.m. olbrzymie plateau, wielokrotnie już okazało się dla wyczerpanych wspinaczy pułapką bez wyjścia, uniemożliwiając skutecznie szybki odwrót w nagłych przypadkach.
Włoski himalaista, Reinhold Messner, pierwszy zdobywca Korony Himalajów i Karakorum wszedł na Manaslu 25 kwietnia 1970 roku. Messner był członkiem austriackiej ekspedycji prowadzonej przez Wolfganga Nairza. Pozostali jej członkowie: Franc Jaeger i Andy Schrick zaginęli tego samego dnia na płaskowyżu pod szczytem podczas burzy.
Pierwszego wejścia zimowego dokonali Polacy: Maciej Berbeka i Ryszard Gajewski 14 stycznia 1984 roku, w ramach wyprawy zakopiańskiej pod kierownictwem Lecha Korniszewskiego. Był to drugi ośmiotysięcznik zdobyty zimą i pierwszy zdobyty bez wspomagania tlenem z butli.
9 listopada 1986 roku Jerzy Kukuczka, Artur Hajzer i Carlos Carsolio dokonali pierwszego wejścia na wschodni wierzchołek Manaslu.
10 listopada 1986 roku Jerzy Kukuczka i Artur Hajzer weszli na główny wierzchołek. Oba wejścia dokonane nową drogą, stylem alpejskim, bez dodatkowego tlenu. Dla Kukuczki był to dwunasty z czternastu szczytów Korony Himalajów i Karakorum.
Do wielu ogłoszonych wejść na tę górę należy podchodzić z rezerwą, gdyż bardzo duża część osób docierała jedynie do półki lub przedwierzchołków gdzie zaczynają się kluczowe trudności w osiągnięciu głównego wierzchołka.

## Ważniejsze wejścia

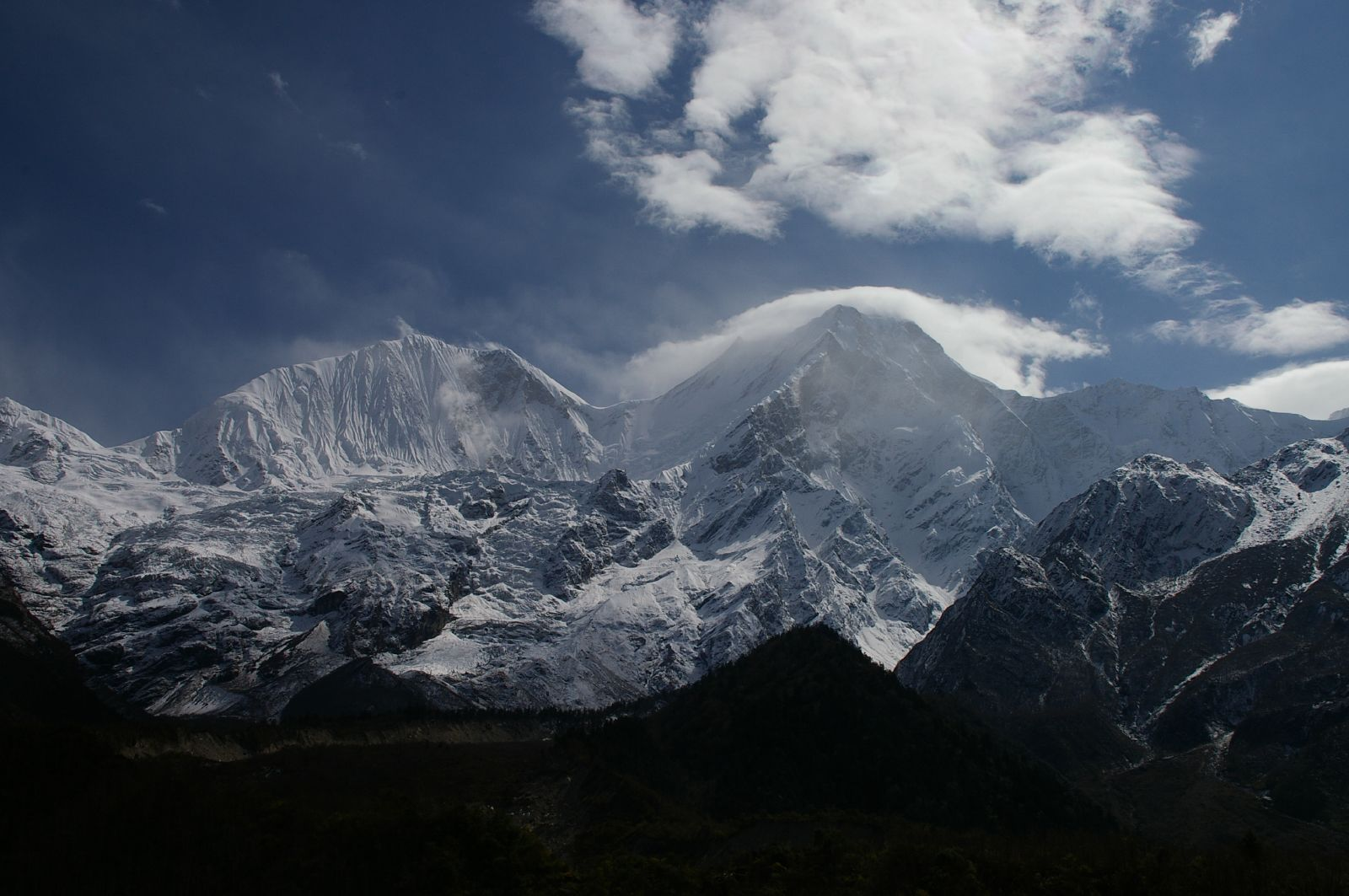

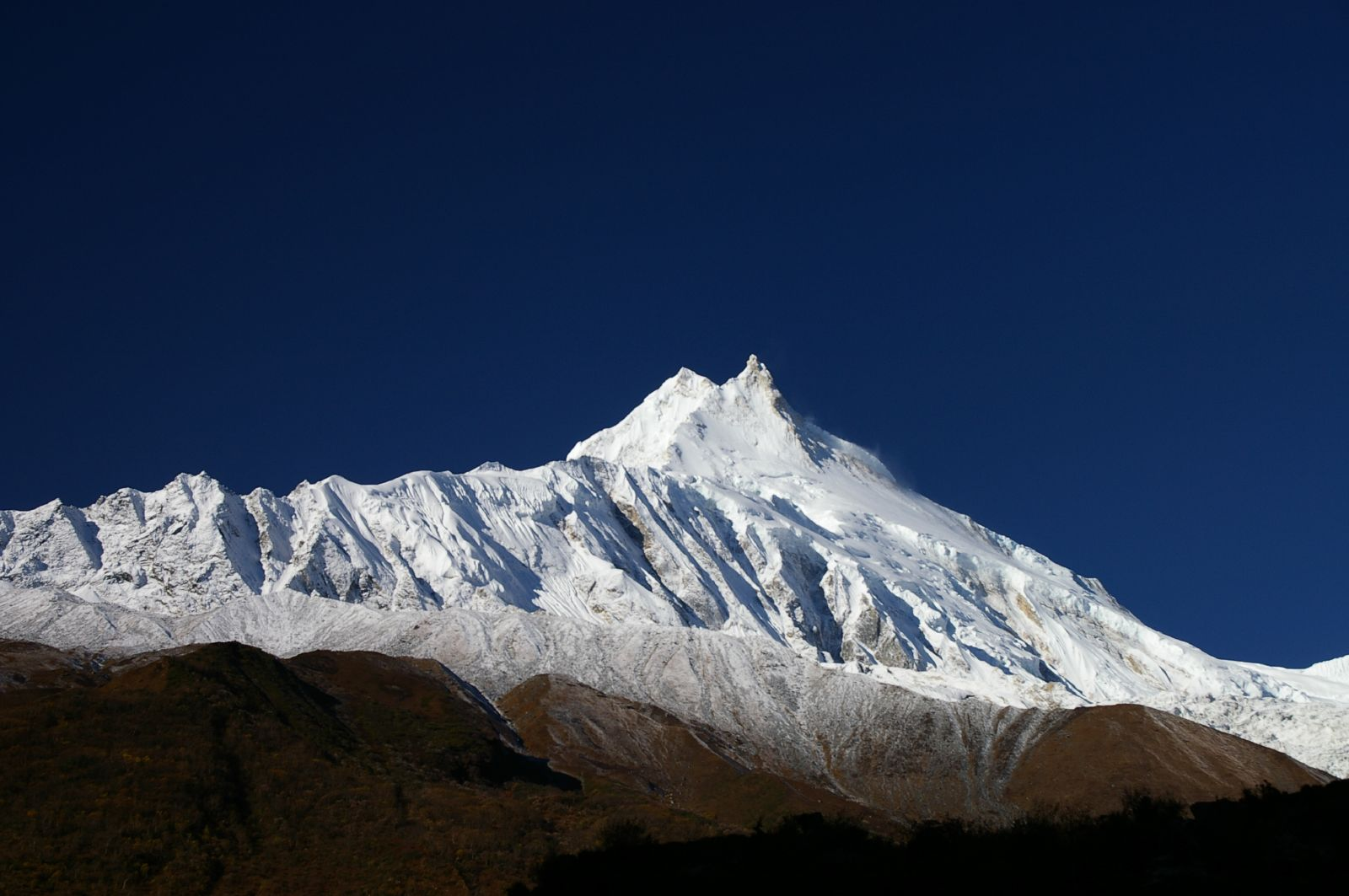

- 9 maja 1956 – Japończyk Toshio Imanishi i Szerpa Gyaltsen Norbu – pierwsze wejście,
- 25 kwietnia 1972 – wyprawa austriacka kierowana przez Wolfganga Nairza. Na szczycie staje Reinhold Messner,
- 4 maja 1974 – Japonki Mieko Mori, Naoko Nakaseko oraz Masako Uchida i Nepalczyk Jangbu Sherpa osiągają wierzchołek (pierwsze wejście kobiece),
- 12 stycznia 1984 – Maciej Berbeka, Ryszard Gajewski (pierwsze wejście zimowe, bez wspomagania tlenem z butli),
- 5 maja 2000 – Francuz Jean-Christophe Lafaille dokonał pierwszego solowego wejścia, bez wspomagania tlenem z butli,
- 5 października 2008 – baskijska himalaistka Edurne Pasaban, pierwsza kobieta, która zdobyła Koronę Himalajów i Karakorum weszła na Manaslu.

Polskie wejścia:
- 12 stycznia 1984 – Maciej Berbeka, Ryszard Gajewski,
- 19 października 1984 – Aleksander Lwow, Krzysztof Wielicki dokonali wejścia nową drogą od południa (z lodowca Pungen) w ramach wyprawy wrocławskiej – kierownik Janusz Kuliś,
- 10 listopada 1986 – Artur Hajzer i Jerzy Kukuczka weszli na szczyt nową drogą, stylem alpejskim, bez dodatkowego tlenu
- 1992 – Krzysztof Wielicki po raz drugi,
- 17 maja 2003 – Piotr Pustelnik, Krzysztof Tarasewicz, dla Pustelnika był to dwunasty szczyt Korony Himalajów i Karakorum,
- 5 października 2008 – Kinga Baranowska – pierwsza Polka na szczycie Manaslu, bez wspomagania tlenem z butli,
- 25 września 2014 – Andrzej Bargiel – czasowy rekord wejścia z bazy na szczyt w czasie 14 godzin 5 minut oraz czasowy rekord baza-szczyt-baza w 21 godzin 14 minut, bez wspomagania tlenem z butli,
- 30 września 2016 – Waldemar Kowalewski – bez wspomagania tlenem z butli[7],
- 27 września 2017 – Ryszard Pawłowski, Janusz Plewa, Adam Somerlik – ze wspomaganiem tlenem z butli[8], Bogusław Magrel[9],
- 28 września 2018 – Monika Witkowska, Joanna Kozanecka – ze wspomaganiem tlenem z butli[10], Aldona Drabik – bez wspomagania tlenem z butli,
- 27 września 2019 – Łukasz Kocewiak[11]– solo, bez wspomagania tlenem z butli[12]
- 27 września 2019 – Magdalena Gorzkowska (ze wspomaganiem tlenem)[13], Malwina Adam, Michał Adam, Zbigniew Bąk[14]
- 28 września 2019 – Paweł Michalski, Paweł Kopeć, Marek Olczak – bez wspomagania tlenem z butli i bez pomocy tragarzy wysokościowych[15]
- 25 września 2021 – Dorota Rasińska-Samoćko – ze wspomaganiem tlenem od Camp IV[16]
- 29 września 2021 – Anna Tybor – bez wspomagania tlenem z butli, pierwsza Polka zjeżdżająca na nartach z ośmiotysięcznika[17]
- 26 września 2023 - Karol Adamski - bez wspomagania tlenem z butli[18]

## Wypadki
Do maja 2008 roku szczyt zdobyło 297 wspinaczy, z czego 53 zginęło. Daje to śmiertelność rzędu 17,85% i pod tym względem plasuje Manaslu na piątym miejscu wśród ośmiotysięczników, za Annapurną, K2, Nanga Parbat i Kanczendzongą. Do 2018 liczba ofiar śmiertelnych wzrosła do 64.
Największa tragedia na stokach Manaslu miała miejsce 10 kwietnia 1972 roku, kiedy lawina zabiła 15 wspinaczy, w tym dziesięciu Szerpów, czterech wspinaczy z Korei Południowej i jednego Japończyka. 23 września 2012 roku jedenastu wspinaczy zginęło w lawinie, która po oberwaniu seraka przeszła nad ranem przez obóz trzeci na wysokości 6800 m n.p.m. Od tego czasu obóz jest przeniesiony na mniej eksponowany fragment lodowca Manaslu.
Wśród ofiar szczytu jest także troje Polaków: 11 grudnia 1983 roku w wyniku naderwania liny przez lawinę kamienną zginął Stanisław Jaworski, 2 października 1992 roku w wyniku upadku zginęła Sylwia Dmowska, a 28 września 2019 podczas zejścia z góry w campie 3 na wysokości 6700 m n.p.m. na Manaslu zmarła Rita Bladyko.